# Albert Libertad
Pour les articles homonymes, voir Libertad, Joseph Albert et Albert.
Joseph Albert, dit Albert Libertad ou Libertad, est un militant français, anarchiste individualiste et fondateur du journal L'anarchie. Il est né le 24 novembre 1875 à Bordeaux et mort le 12 novembre 1908, à l’Hôpital Lariboisière à Paris.
Il est parmi les fondateurs, en 1902, de la Ligue antimilitariste et participe à l'essor du mouvement des « Causeries populaires ».

## Biographie
Albert Libertad nait en 1875 de parents inconnus à Bordeaux. Jeune, il perd l'usage de ses jambes à la suite d'une maladie et se déplacera par la suite avec des béquilles. À dix-neuf ans, après des études au lycée de Bordeaux, il devient comptable. Il est alors intéressé par l'anarchisme, et , deux ans plus tard, à partir de 1896, il fait de la propagande anarchiste au sein de réunions publiques. Enfant de l'assistance publique, il ne pouvait quitter la ville de Bordeaux avant sa majorité et ce n'est donc qu'une fois celle-ci atteinte qu'il part pour Paris, où il vit d'abord à la belle étoile ou dans des asiles de nuit avant de se présenter dans les bureaux du journal Le Libertaire qui lui serviront temporairement d'abri.
Dès 1899, il pratique le métier de correcteur dans l'imprimerie tenue par Aristide Bruant, qui éditait La Lanterne, puis travaille pour Sébastien Faure et son Journal du peuple avant d'entrer, en 1900, à l'imprimerie Lamy-Laffon. L'année suivante, il fait partie du syndicat des correcteurs. Il a commencé à écrire dans des journaux (notamment au Droit de vivre) où son talent est rapidement reconnu.
Mais Libertad ne s'en tient pas exclusivement à l'écrit. Il est aussi un adepte de la propagande par le fait et un orateur hors pair connu au sein du mouvement libertaire pour son ton tranchant et ironique, son imagination débordante et sa verve polémique. Il se distingue alors par son goût pour les bagarres et l'usage qu'il y fait de ses cannes.
Il est vivement critiqué par quelques « anarchistes » (Georges Renard et Martinet notamment), mais ces derniers seront plus tard reconnus comme étant des spécialistes du renseignement policier, des « taupes » qui s'étaient introduites dans le milieu anarchiste (la répression à la suite de la Commune de Paris était encore d'actualité).
Du fait de ses activités nombreuses et remarquées, Libertad était en effet étroitement surveillé par la police. Dans les colonnes du Libertaire, il se plaint ainsi d'être constamment suivi par deux agents qui, malgré cela, ne cesseront pas de l'épier.
Il fait partie du groupe libertaire montmartrois « Les Iconoclastes ». Lors de l'affaire Dreyfus, il prend position en faveur du capitaine Dreyfus, aux côtés de Sébastien Faure, même si son soutien restera modéré. Il fait partie des cercles évoluant autour du dreyfusard Francis de Pressensé avec les anarchistes Antoine Cyvoct et Pierre Martinet pendant cette période.
À la suite de cette affaire, en 1902, il est parmi les fondateurs de la Ligue antimilitariste, organisme à prétentions révolutionnaires. Néanmoins, il s'en détache plus tard, refusant que la Ligue devienne un lieu de spécialisation (voire de centralisation), cherchant des moyens directs pour transformer la société et diffuser ses idées anarchistes.
Toujours en 1902, il se présente comme « candidat abstentionniste » dans le 11e arrondissement de Paris, moyen, selon lui, de faire de la propagande anarchiste. Il mène une campagne abstentionniste. En 1904, il se présente de nouveau et sans succès à ces élections.
En 1908, il est admis à l’Hôpital Lariboisière à la suite d'une bagarre avec la bande de Paraf-Javal, suivie d'une descente de police, devant les locaux du journal. Son décès intervient quelques jours plus tard et serait dû à un phlegmon ou à un anthrax (staphylococcique) selon le médecin légiste. Des versions mentionnent un « assassinat à l'Anthrax », mais il s'agit très probablement d'une confusion liée à l'anglicisme anthrax désignant cette maladie du charbon.

### «Causeries populaires»

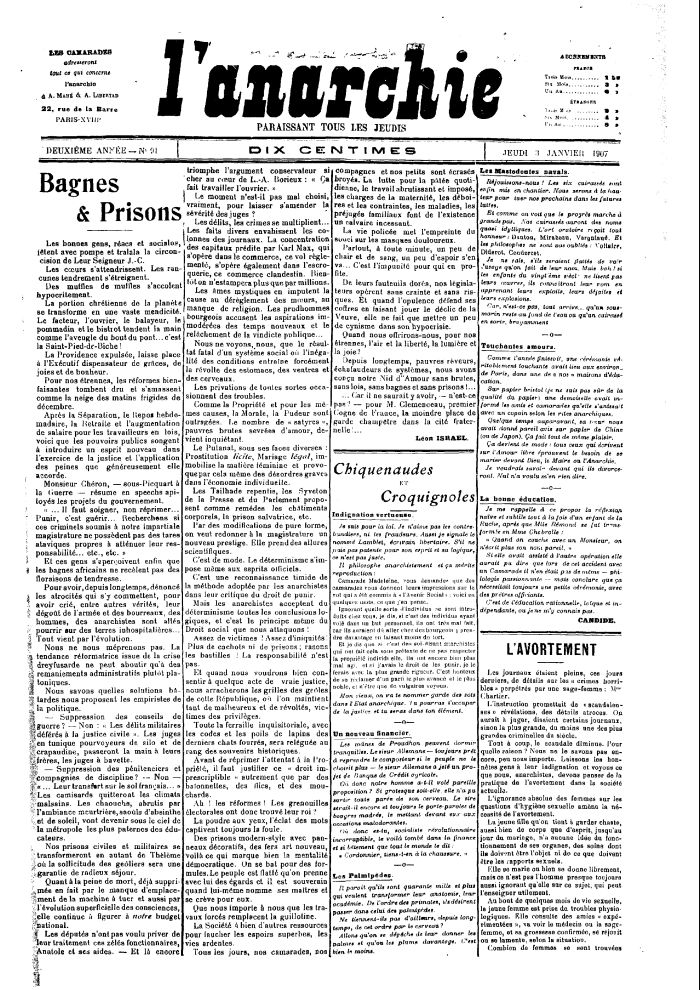
L'Anarchie, 3 janvier 1907.

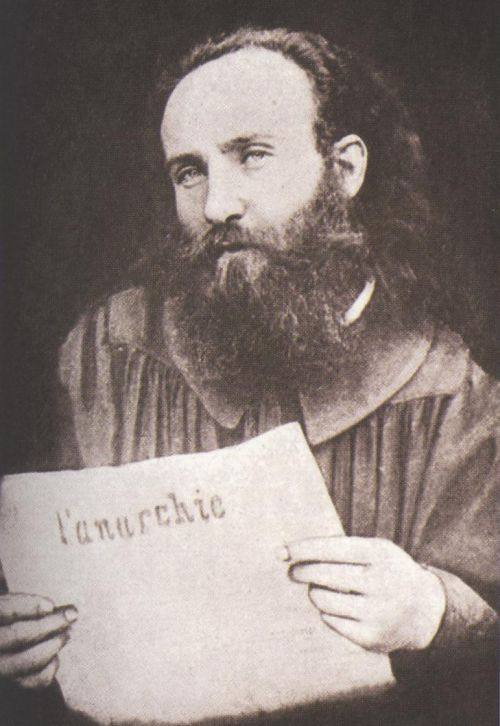
Avec le journal L'Anarchie.

Albert Libertad participe à l'essor du mouvement des « Causeries populaires », avec Paraf-Javal, ami avec qui il se fâche par la suite. Paraf-Javal donnait auparavant des cours au sein d'universités populaires aux sujets divers mais strictement spécialisés sur des sujets précis. La rencontre entre Paraf-Javal et Libertad inspire la création de causeries dégagées du cadre strict des universités populaires (trop didactiques et spécialisées). Un premier local est ouvert, avec succès, en octobre 1903 à la cité d'Angoulême, et des initiatives se développent à Paris, en banlieue et en province, bien que certaines de ces initiatives restent éphémères.
Cependant, le scientisme et l'éducationnisme de Paraf-Javal ne suffisent pas à Libertad, qui tente d'insuffler à ces « Causeries populaires » une dynamique d'agitation, mettant en rapport direct les idées anarchistes avec les objets d'étude scientifique posés par Paraf-Javal. Les thèmes abordés y sont divers, mais la question de l'amour libre, de la relation avec les syndicats ou avec le mouvement ouvrier y sont notamment abordés. Le public de ces réunions est également pris en filature. Il arrive parfois même que la police demande aux gens venus pour la causerie de provoquer des échauffourées, expliquant parfois que certains s'y retrouvent blessés. Peu à peu et du fait de l'évolution que prennent les causeries, notamment par leur engouement pour l'activisme qu'insuffle Libertad, déplaît à Paraf-Javal.
En avril 1905, Libertad fonde avec ses deux compagnes, Armandine et Anna Mahé, le journal L'Anarchie,. Diverses personnes tournent alors autour de ce journal, notamment André Lorulot, Mauricius, Léon Israël et Émile Armand.

### Entre révolte individuelle et émancipation collective
Libertad était un révolté, qui luttait non en dehors (tel les communautés libertaires) ni à côté de la société (les éducationnistes), mais en son sein. Il sera souvent présenté comme une figure de l'anarchisme individualiste sans jamais se revendiquer comme tel, même s'il ne rejetait pas l'individualisme. Libertad se réclamait du communisme. Plus tard, Mauricius, qui était un des éditeurs du journal L'Anarchie dira : « Nous ne nous faisions pas d'illusions, nous savions bien que cette libération totale de l'individu dans la société capitaliste était impossible et que la réalisation de sa personnalité ne pourrait se faire que dans une société raisonnable, dont le communisme libertaire nous semblait être la meilleure expression. » Libertad s'associait à la dynamique de révolte individuelle radicale au projet d'émancipation collective. Il insistait sur la nécessité de développer le sentiment de camaraderie, afin de remplacer la concurrence qui était la morale de la société bourgeoise.

## Œuvres
- La légende de Noël Dédiée aux petits-enfants de l’an 3000 (ou plus), 1899[8].
- Le criminel c'est l'électeur, L'Anarchie, 1906[9].
- Le Travail antisocial et les mouvements utiles, Librairie internationaliste, 1909[10].
- Une vingtaine d'articles en lecture libre sur non-fides.fr[11]
- Libertad, Le Culte de la Charogne et autres textes choisis et présentés par Roger Langlais, Éditions Galilée, 1976,  (ISBN 2-7186-0040-3). A Contretemps, le « bulletin de critique bibliographique » de Freddy Gomez[12], a republié intégralement la préface de cet ouvrage dans son numéro 26 (avril 2007, p. 18-21).
- Libertad, Le Culte de la charogne. Anarchisme, un état de révolution permanente (1897-1908), Éditions Agone, 2006,  (ISBN 2-7489-0022-7)[13].

La préface d'Alain Accardo La colère du juste ainsi que deux textes de Libertad issus du volume, Le criminel et Le bétail électoral, sont consultables en ligne.
- A la conquête du bonheur, Éditions le Mono, 2011[17].
- La joie de vivre, Pennti Éditions, 2012[18].

## Postérité
En 1967, Raoul Vaneigem, dans son Traité de savoir-vivre à l'usage des jeunes générations, évoque la personne de Libertad en ces termes : 

« Mais tant vont les noms aux choses que les êtres les perdent. Renversant la perspective, j'aime prendre conscience qu'aucun nom n'épuise ni ne recouvre ce qui est moi. Mon plaisir n'a pas de nom. Les trop rares moments où je me construis n'offrent aucune poignée par où l'on puisse me manipuler de l'extérieur. Seule la dépossession de soi s'empêtre dans le nom des choses qui nous écrasent. Je souhaite que l'on comprenne aussi dans ce sens, et pas seulement dans le simple refus du contrôle policier, le geste d'Albert Libertad brûlant ses papiers d'identité, geste que rééditeront en 1959 les travailleurs noirs de Johannesburg. Admirable dialectique du changement de perspective : puisque l'état des choses m'interdit de porter un nom qui soit comme pour les féodaux l'émanation de ma force, je renonce à toute appellation ; et du même coup, je retrouve sous l'innommable la richesse du vécu, la poésie indicible, la condition du dépassement... »

En 1976, Roger Langlais dans sa Préface au Culte de la charogne, dira de l'anarchiste : 

« Si Libertad a fait face, de son vivant, à tant de calomnies, s'il a suscité la haine et la dérision, apanage des esprits les plus libres, ou s'il a été travesti en agitateur "pittoresque" par les chieurs d'encre, c'est sans doute parce que son existence même était intolérable : elle était la négation de l'hébétude, de l'instinct grégaire et de l'attachement à l'état de mort-dans-la-vie que perpétuent, d'une génération à l'autre, ceux-là mêmes que leur adhésion formelle à telle ou telle théorie révolutionnaire serait censée immuniser contre les repoussantes séductions du vieux monde. Mais s'il est scandaleux que Libertad ne soit pas entré dans la mort avant de tomber sous les coups des flics, il est bien plus intolérable encore que loin de se satisfaire d'un misérabilisme de marginal, il ait toujours porté la contradiction au cœur même de l'illusion sociale, dans le domaine réservé aux tenants interchangeables de l'État et de sa négation spectaculaire (...). Rejet du passé, rejet des germes de mort et de putréfaction qui empoisonnent déjà le futur, sont indissolublement liés : tel est le sens de la haine que porte Libertad au "culte de la charogne", dont toute la vie quotidienne subit l'envahissement : "Les morts nous dirigent ; les morts nous commandent, les morts prennent la place des vivants." Jamais peut-être l'essence morbide de la démocratie, dans ses manifestations apparemment les plus disparates, n'a été perçue avec une telle lucidité. Il est d'ailleurs superflu d'insister sur le caractère prémonitoire de cette vision : il suffit de considérer le fascisme, putréfaction ultime de la démocratie, le stalinisme triomphant, construit sur des millions de charognes - celles des "héros" et celles des "traîtres" - ou l'idéologie du martyr partagée par la plupart des mouvements qui prétendent s'opposer à la bureaucratie comme au capitalisme et pour lesquels, dans le meilleur des cas, la vie n'est que l'espoir de vivre. »

Albert Libertad sera largement évoqué par Louis Aragon dans Les Cloches de Bâle (2e partie, chapitres XV à XVIII).

En 2004, le film Aaltra rend brièvement hommage à l'anarchiste avec un monologue à la 32e minute interprété par Noël Godin : 

« Pensons à Albert Libertat qui à la belle époque était un scandaleux estropié, qui révolutionnait tout tout autour de lui. Il chargeait à la béquille les meetings politiques, il montait sur les estrades, il se collait sur son derrière et avec son bâton, il pulvérisait tous les jarrets, les zygomates qui voulaient l'évacuer. Il incitait les piou-piou à la désertion. Il chantait dans les rues, et dans les ateliers, la grève des gestes inutiles. Il cramait les papiers d'identité passant à sa portée, il surgissait dans les églises au beau milieu des offices et il traitait les prêtres officiants de "sales crapules" et les fidèles agenouillés devant eux de "pauvres veaux". Il dévastait les cimetières en pestant contre le respect de la mort, le culte de la charogne. Et il se gaussait des couples capsulés petits bourgeois en se mettant en ménage qu'avec des sœurs. Viva Albert Libertat ! »

## Citations
- « Toutes les lois sont scélérates, tous les jugements sont iniques, tous les juges sont mauvais, tous les condamnés sont innocents. »
- « Résignés, regardez, je crache sur vos idoles; je crache sur Dieu, je crache sur la Patrie, je crache sur le Christ, je crache sur les Drapeaux, je crache sur le Capital et sur le Veau d'or, je crache sur les Lois et sur les Codes, sur les Symboles et les Religions: ce sont des hochets, je m'en moque, je m'en ris… Ils ne sont rien que par vous, quittez les et ils se brisent en miettes. »
- « Ceux qui envisagent le but dès les premiers pas, ceux qui veulent la certitude d'y atteindre avant de marcher n'y arrivent jamais. »
- « Rompre tout à coup avec les idées reçues dans l'humanité. Ne pas être l'opportuniste qui les suit, ni l'idéaliste qui bâtit dans l'île de Salente ou dans le pays de l'Utopie ; vouloir se vivre et avoir l'orgueil de vouloir se vivre, non dans des caprices de fou ou de névrosé, mais en se mettant d'accord avec les connaissances scientifiques actuelles, la meilleure hygiène, la meilleure économie (…). Cette feuille désire être le point de contact entre ceux qui, à travers le monde, vivent en anarchiste sous la seule autorité de l'expérience et du libre examen. » (Libertad, « Aux anarchistes ! », L'Anarchie, no 1, 1905)
- « La tyrannie la plus redoutable n'est pas celle qui prend figure d'arbitraire, c'est celle qui nous vient couverte du masque de la légalité. » (Libertad, « La botte policière », L'Anarchie, no 112, 30 mai 1907)

## Sources
- Cet article est partiellement ou en totalité issu d’« Anarchopedia ».

- Worldcat : « notice identité ».
- WorldCat : « liste des publications ».
- L'Éphéméride anarchiste : « notice biographique ».
- RA.forum : « notice bibliographique ».
- Centre international de recherches sur l'anarchisme (Lausanne) : « notice bibliographique ».
- Fédération internationale des centres d'études et de documentation libertaires : « carte postale ».
- Catalogue général des éditions et collections anarchistes francophones : « notice bibliographique ».
- René Bianco : 100 ans de presse anarchiste - « notice bibliographique ».
- Paris Révolutionnaire : « notice urbaine ».
- [Aaltra], film de Benoît Delépine et Gustave Kervern sorti en 2004.